# Grumtoft
Grumtoft (dansk) eller Grundhof (tysk) er en landsby og kommune beliggende få kilometer øst for Flensborg i det nordøstlige Angel. Administrativt hører kommunen under Slesvig-Flensborg kreds i den tyske delstat Slesvig-Holsten. Kommunen er den mindste kommune efter indbyggertal i Slesvig-Flensborg kreds og samarbejder på administrativt plan med andre kommuner i Langballe kommunefælleskab (Amt Langballig). Til kommunen hører også Bondeslund (Bundeslund), Bygbjerg (Bückberg), Bønstrup (Bönstrup), Hessel (Hassel), Høgebjerg eller Høgbjerg (Höckeberg), Katbjerg (Kattberg), Kollenborg (Kollenburg), Lyshøj (Lutzhöft), Lundsgaard, Mariegaarde (Mariengaard) og Rævemose (Reumoos). Landsbyen er sogneby i Grumtoft Sogn. Sognet lå i Husby Herred (Flensborg Amt), da Slesvig var dansk indtil 1864.
Grumtoft er første gang nævnt 1209 (Dipl. dan. 1, 4, 165). Stednavnet henviser til mandsnavnet glda. Grūmi. Overgangen fra m til n fremtræder allerede i skriftformer fra 1400-tallet. Omtydningen af efterleddet til -hof på tysk beror en nytysk udtale af det danske -toft med bortfald af udlydende t efter f. Det antages, at landsbyens oprindelige navn er Bjørning, afledt af bjørn. Navnet betegner nu arealet nord for Grumtoft Kirke, hvor der er fundet urner.
Arealet omkring landsbyen er let kuperet med mindre skovpartier og er gennemstrømmet af flere mindre vandløb. Jordbunden er af lermuldet beskaffenhed.
Byens romanske stenkirke er fra 1100-tallet. Den er indviet til Jomfru Maria. Kirken har mange bibelske oliemalerier, et romansk dåbssten og et barokt alter. Dens prædikestol er fra renæssancetiden.

## Kendte
I 1400-tallet levede ridderen Erik Nilsen i Grumtoft. Han levede på Grumtoftgården, som blev senere til Lundsgård herrehus. 
I 1858 var den senere danske kultusminister Aleth Hansen sognepræst i Grumtoft.